# Giordano Orsini (cardinale 1165)

Stemma Orsini

Giordano Orsini (Roma, ... – Roma, 1165) è stato un cardinale italiano, nominato da papa Eugenio III.

## Biografia
Fu creato cardinale nel 1145 da Eugenio III con il titolo di Santa Susanna.
Fu inviato con il cardinale Ottaviano, legato apostolico all'imperatore Corrado III in Ratisbona, al quale, morto in quel tempo, fu sostituito Federico I, di cui Giordano annullò il matrimonio, perché contratto dentro i gradi di consanguineità. 
Sulla strada del ritorno, passando per la Francia e la Normandia, commise tali eccessi che San Bernardo fece una relazione al Papa, esponendogli le strane violenze da lui usate per accumulare denari, che avevano destato il generale disprezzo e malcontento.
Di questo cardinale, membro di una potente famiglia, si avvalsero in parecchie occasioni i papi, per reprimere il popolo romano, che sobillato dal senato e dai baroni, e dall'eretico Arnaldo da Brescia, si ribellava alla loro autorità. 
Amava collezionare le antichità con cui allestì un museo aperto al pubblico, che però non gli sopravvisse.
Morì nel 1165 a Roma.